# 전자시각표시장치
전자시각표시장치(electronic visual display)는 전자적으로 전송되는 이미지, 비디오 또는 텍스트를 표시할 수 있는 디스플레이 장치이다. 전자시각표시장치에는 텔레비전 수상기, 컴퓨터 모니터 및 디지털 간판이 포함된다. 태블릿 컴퓨터, 스마트폰, 정보 기기 등 모바일 컴퓨팅 응용 부문 어디에나 존재한다. 많은 전자시각표시장치를 비공식적으로 터치 스크린(touch screen)이라고 한다.
2000년대 초반부터 특히 컴퓨터 응용 분야에서 음극선관(CRT)이 단계적으로 폐지되면서 평판 디스플레이가 업계를 지배하기 시작했다. 2010년대 중반부터 커브드 디스플레이 패널이 TV, 컴퓨터 모니터, 스마트폰 등에 사용되기 시작했다.

## 종류
- 전자 발광식 표시 장치(EL)
- 액정 디스플레이(LCD) 및 LED-백라이트 LCD 디스플레이
- LED 디스플레이
  - 유기 발광 다이오드(OLED)
  - 능동형 유기 발광 다이오드(AMOLED)
- 플라스마 디스플레이(P)
- 퀀텀닷 디스플레이(QD)

오버헤드 프로젝터 또한 전자시각표시장치의 일종으로 간주할 수 있다.
또한, 과거에는 브라운관(CRT)이 널리 사용되었으며 마이크로LED 디스플레이가 현재 개발 중이다.

## 같이 보기
- 디스플레이 장치
- ISO 13406-2